# Nemzetség (társadalmi csoport)

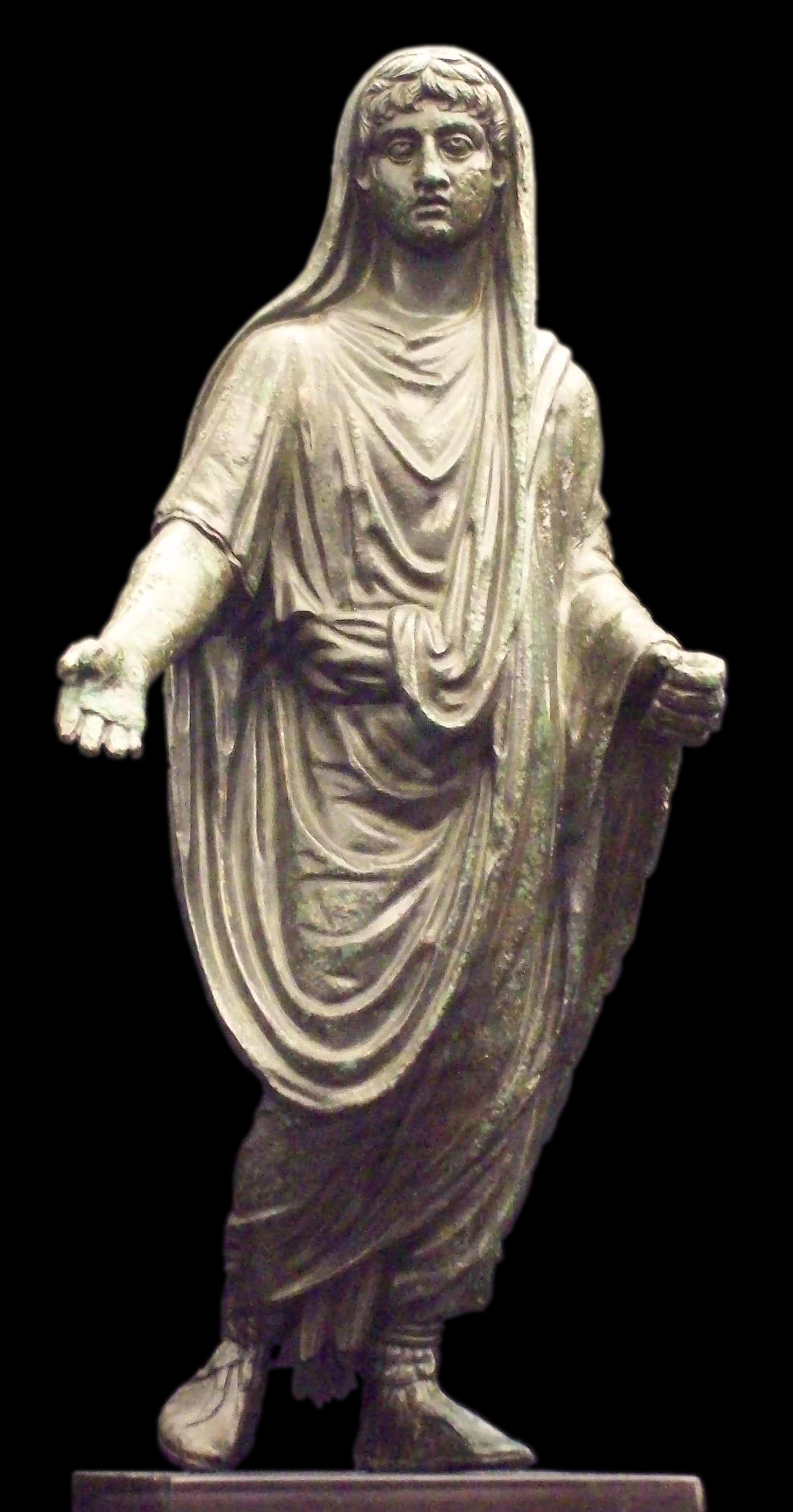
Római genius szobra. A latin genius szó a gignere 'nemzeni, szülni' igéből származik, eredeti etimológiai jelentése a férfi szexuális nemzőképességére utal. A latin nyelvben a nemzetség megjelölésére a gens szó használatos, a nemzetségtagokat gentilesnek nevezzük.

A Gutkeled nemzetség címere

A nemzetség vagy más népeknél gyakran klán általában férfiágú leszármazáson alapuló, rokonsági, vagy más összetartozási viszonyt tartalmazó társadalmi csoport. Ezalatt a köznyelvben elsősorban egy ősatyától – ami lehet fiktív, például egy állat is –, a nemzetség alapítójától származó, a történeti múltban szereplő jeles és nagyszámú rokon családok összességét értjük, ami így gyakran fiktív leszármazást jelent, aktuális politikai céllal. Csak konkrétan lehet az egyes társadalmak egyes korairól megmondani, hogy a leszármazás fiktív, vagy valóságos. A nemzetség őse gyakran egy totemállat, mint a honfoglaló magyaroknál és más sztyeppei népeknél is. Az államalapítás utáni magyar (nemesi) nemzetségek viszont az államalapításkori vagy az azt követő jogalapot biztosító birtokosról nevezték magukat. A magyar történelemben a szakirodalom sem tesz sajnos különbséget szóhasználatában az államalapítás előtti sztyeppei nemzetség, illetve az államalapítás utáni földbirtokos nemzetség között. Az államalapítás után az előbbi nyomait a vármegyerendszer viseli, az utóbbiba belépett viszont sok külföldi vendég/jövevény nemzetség egészen a 13. század elejéig.

## A római gens
A latin nyelvben a nemzetség megjelölésére a gens szó használatos, a nemzetségtagokat gentilesnek nevezzük. A rómaiak a közös nemzetségbe tartozást a közös ős tudatához társították. Az archaikus időben a nemzetség igen fontos szerepet játszott a társadalmi életben. Talán a gens kollektívan bírta a nemzetségi földeket (pagus), és a nemzetségbe tartozó családok csupán ingó vagyonnal rendelkeztek. Ezt a feltevést alátámasztani látszik, hogy a Tizenkét táblás törvények egyik rendelete szerint, ha egy család magva szakad abban az esetben a magvaszakadt család birtoka visszaszáll a nemzetségre. A nemzetség biztosan szakrális közösséget is alkotott, továbbá törvénykezési joga volt a nemzetségtagok felett. A római nemzetség mindazonáltal valószínűleg nem olyan régi, mint a rómaiak gondolták. Eleinte csak a patriciusok tömörültek nemzetségekbe, a plebeiusok később alakították meg a magukéit.

## A germán sippe
A Sippe a germán nemzetségek megnevezése volt, mely a germán társadalom legfontosabb szervezeti egységét jelölte. A Nyugat-római Birodalmat fenyegető germánok militáns törzsi közösségben éltek, így egyértelmű, hogy a katonai feladatok fontos szerepet játszottak a nemzetség életében, teljes jogú nemzetségtagok a harcképes férfiak voltak. A nemzetségek századokat alkottak, melyek katonai egységként funkcionáltak, akár a római centuriák.

## A honfoglaló magyar nemzetségek
A kultikus közös ős alapján – és részben vérségi alapon – összetartozó nemzetségek nagycsaládokra, azok családokra tagolódtak. A nagycsaládok voltak a legnagyobb biztosan valódi vérségi egységek, amelyek vagyonközösséget alkottak, a föld pedig a nemzetség kezelésében volt. A nemzetség élén a nemzetségfő, a bő állt, nevének etimológiája a török bég, bej méltóságnévével azonos, ami a török népeknél eredetileg szintén nemzetségfőt jelentett.
A hagyomány szerint a honfoglalás idején a magyar nemzetségek száma 108 volt. Bár a szám elképzelhető, de nem bizonyítható, egyes vélemények szerint a száz mint sok és még nyolc a jelentése. Utóbbi a hét magyar és az egyesített kabar törzset jelenti. 
Elképzelhető ugyanakkor, hogy a nemzetségek számához közelebb jár a későbbi vármegyék száma, miután a későbbi ispánok a korábbi nemzetségfők váraiba ültek bele és vették át igazgatási funkcióikat. Ugyanakkor a honfoglalás utáni bel- és külháborúkban számolni lehet nemzetségek megszűnésével, akik elvéreztek a harcokban. Így a 108 akár reális szám is lehet, ha annak fele megszűnt a kalandozások (pl. augsburgi csata) vagy a belháborúk (Koppány, Ajtony stb.) során.
Ekkor a teljes szabad népesség beletartozott a nemzetségi szervezetbe, bár a vagyon igazi haszonélvezői ekkor is a nagycsaládfők és a nemzetségfők voltak

## I. István államszervezetében
Az István király korabeli birtokrendezés vált a későbbi birtokviszonyok alapjává. Kálmán 1100 körüli törvényei megkülönböztetik Szent István adományát – nyilván beleértve a még régebbi saját birtokot – a későbbi királyok adományától. Az utóbbit – ezt nevezték később „adománybirtoknak” – csak a fiak és testvérek, valamint a testvérek fiai örökölhették, egyébként visszaszálltak a királyra, míg az előbbieket – ezt nevezték később „nemzetségi birtoknak” – a szélesebb rokonság, a nemzetség is. Ezen jogi viszonyok miatt nevezték magukat az úri nemzetségek az István korabeli – vagy későbbi bevándorló esetén a későbbi – birtokosról, s nem az eredeti nemzetségfőről vagy törzsfőről, akitől a nemzetség valójában eredt.
- vezéri eredetű nemzetségek (például Tétény, Szabolcs)
- régi nemzetségfői nemzetségek (például Farkas-Agmánd, amelyik a totemisztikus ős Farkas-Apára vezette vissza magát)
- egyéb magyar nemzetségek
- vendég nemzetségek (például Hont-Pázmány)

Ebből a szervezetből már kimaradtak azok, akiknek az őse nem részesült birtokadományban. A nemzetség az Árpád-korban a köz- és magánjogi rendelkezés alapja volt. Azonos nemzetségi szervezet figyelhető meg a nemességnél, a várjobbágyoknál és az udvarnokispánoknál.
A leszármazás feltüntetésére szolgálnak az úgynevezett leszármazó-táblák, nemzedékrendek és családfák.

### Ismert magyar nemzetségek honfoglalástól a XV. századig
- Aba nemzetség – Aba Sámuel utódai (Újvár vármegye előzménye)
- Adorján nemzetség
- Ajka nemzetség (Heiko) (Veszprém vármegyében birtokos) (Heiko, Gizellával érkezett lovag)
- Ajtony nemzetség
- Ákos nemzetség
- Apor nemzetség (eredetileg főleg Tolna megyében birtokos) (Apor, Taksony fejedelem hadvezére)
- Atyusz nemzetség
- Baksa nemzetség
- Balog nemzetség
- Balogsemjén nemzetség
- Bána nemzetség
- Báncsa nemzetség
- Baracska nemzetség
- Barocs (Veszprém vármegye)
- Bár–Kalán nemzetség (Bor–Kalán, Bárkalán) (Csongrád vármegye előzménye)
- Becsegergely nemzetség (Becsegregor)
- Borsa nemzetség (Borsi)
- Becse (Beche)
- Bél nemzetség - Ug
- Bogátradvány nemzetség
- Boszlig
- Bő nemzetség (Somogy vármegye) (Tonuzoba egyik nemzetsége)
- Bogomér
- Bóza
- Bucska (Abaúj vármegye és Szlavónia)
- Budmer (Baranya és Sopron vármegye)
- Csabi (várjobbágy nemzetség)
- Csák nemzetség (Fejér vármegye előzménye)
- Csanád nemzetség
- Csemely nemzetség
- Csolt nemzetség (Békés vármegye előzménye)
- Csór nemzetség (besenyő törzsnév, török méltóságnévből)
- Csupor nemzetség
- Divék - Rátót
- Dobra (várjobbágy nemzetség)
- Dorozsma nemzetség
- Farkasagmánd nemzetség (Agmánd, Farkasogmánd) (régi nemzetségfői nemzetség)
- Gatal
- Geregye nemzetség (várjobbágy nemzetség)
- Gúg
- Gutkeled nemzetség (német lovagok nemzetsége)
- Győr nemzetség
- Gyovád
- Hahót nemzetség - Búzád (Zala vármegye)
- Haraszt
- Héder nemzetség
- Herény (várjobbágy nemzetség) (Vas vármegye)
- Hermány nemzetség
- Hodos
- Hontpázmány (Hont–Pázmány) (Hont és Pázmány lovag leszármazottai)
- Igmánd nemzetség (Wigman) (Komárom megyében birtokos) (Wigman, Gizellával érkezett egyfalus hospes)
- Ják nemzetség
- Jákó nemzetség
- Jenő nemzetség (várjobbágy nemzetség, magyar törzsnévből)
- Kacsics nemzetség
- Kál nemzetség – Bulcsú harka apja Kál harka utódai
- Kán nemzetség
- Kaplon nemzetség (Szatmár vármegye előzménye)
- Kartal nemzetség – Kurszán fejedelem utódai
- Káta nemzetség
- Kér nemzetség (várjobbágy nemzetség, magyar törzsnévből)
- Kolcs nemzetség
- Koppán nemzetség (Koppány, Katapán) (Komárom megye előzménye)
- Kökényes-Radnót nemzetség
- Kürt nemzetség (várjobbágy nemzetség, magyar törzsnévből)
- Lád - Vérbulcsú
- Lipovnok - Koros, Berencs
- Lója nemzetség[2]
- Lőrinte (Veszprém vármegye)
- Ludány
- Maglód nemzetség
- Magyar nemzetség (várjobbágy nemzetség, magyar törzsnévből) (Pozsony vármegye)
- Megyes
- Meyz
- Mezőpilis nemzetség
- Miskolc-Bés nemzetség (Bars vármegye előzménye)
- Monoszló nemzetség
- Nádasd nemzetség (Vas vármegyében birtokos)
- Németi
- Osl nemzetség (Osli) (Sopron vármegyében birtokos) (lehet, hogy Súr leszármazottai)
- Otrokos (várjobbágy nemzetség) (Gömör vármegye)
- Örkény nemzetség (Tonuzoba egyik nemzetsége)
- Örsúr nemzetség (Borsod vármegye előzménye)
- Pápa nemzetség
- Péc nemzetség
- Pok nemzetség
- Pöse
- Rád nemzetség (Vecellin lovag leszármazottai)
- Rátót nemzetség (a Kálmán szicíliai feleségével érkezett Olivér és Rátót lovag leszármazottai)
- Rosd nemzetség
- Salamon nemzetség
- Sártvány(vecse)
- Smaragd
- Szák nemzetség
- Szalók nemzetség (Veszprém vármegyében  birtokos) (Ősbő nemzetsége vagy Tonuzoba egyik nemzetsége)
- Szemere nemzetség (Huba vezér nemzetsége)
- Szentemágócs nemzetség
- Szil - Kalocsa
- Szolnok nemzetség
- Tátika nemzetség
- Tátony nemzetség
- Tét
- Tétény nemzetség
- Tibold nemzetség
- Tomaj nemzetség (Tonuzoba egyik nemzetsége)
- Turul nemzetség
- Türje nemzetség (Zala vármegyében birtokos)
- Túroly
- Tyukod
- Vérbulcsú nemzetség (Zala vármegye előzménye)
- Vojk
- Záh nemzetség
- Zoárd nemzetség
- Zsadány
- Zsombor nemzetség

## Horvát nemzetségek
Tamás spalatói főesperes a Historia Salonitana című művének függelékében ír arról, hogy 1102-ben 12 horvát nemzetség kötött egyezséget Kálmán királlyal, az úgynevezett Pacta conventát. Idővel kiderült, hogy az egyezmény szövege később keletkezett, sőt a benne szereplő nemzetségek egy része sem létezett még 1102-ben, a többi viszont hiteles információnak tűnik. Bár nem tudjuk, hogyan keletkeztek pontosan ezek a nemzetségek, a 12. század elején a magyarhoz hasonlóan a horvátok is még nemzetségi kötelékekben éltek, a nemzetségeket pedig vérrokonság fűzte össze. A horvát nemzetségek ezután a magyar nemzetségekkel párhuzamosan bomlottak családokra a 13–14. században. Az említett 12 nemzetség a következő:
- Ćudomirić nemzetség
- Gusić nemzetség
- Jamometić nemzetség
- Kačić nemzetség
- Karinjan-Lapčan nemzetség
- Kukar nemzetség
- Lapinić nemzetség
- Mogorović nemzetség
- Polečić nemzetség
- Snačić nemzetség vagy Svačić nemzetség
- Šubić nemzetség – belőle származott a Zrínyi család
- Tugomirić nemzetség

A leghatalmasabb nemzetségek a 13. század végére a magyarországihoz hasonló tartományúri hatalomra tettek szert, a többiek az ő befolyásuk alá kerültek.

## Nemzetségi bosszú
Azon társadalmakban, ahol a nemzetségi szervezet erős volt és a központi végrehajtó hatalom nem volt képes az igazságszolgáltatás teljes felügyeletére, ott szükségszerűen megjelent az önszervező jogérvényesítés, melynek egyik formája a nemzetségi bosszú volt. Ebben az esetben a nemzetség bármely tagját ért sérelemért az egész nemzetség kollektíven vehetett elégtételt a sérelmet okozó nemzetség bármely tagjától.